# Alexis Texas
Alexis Texas (sinh ngày 25 tháng 7 năm 1985), tên thật Thea Alexis Samper, là một nữ diễn viên phim người lớn, đạo diễn, vũ công người Mỹ. Năm 2011, cô lọt top 12 nữ diễn viên phim khiêu dâm hàng đầu bởi tạp chí Maxim.

## Tiểu sử
Alexis Texas mang 3 dòng máu là Đức, Na Uy và Puerto Rico. Công việc đầu tiên của cô là một y tá tại một viện dưỡng lão. Trước khi bước vào ngành công nghiệp phim người lớn, cô đã từng theo học đại học ngành chăm sóc đường hô hấp.

## Sự nghiệp
Vai diễn đầu tiên của cô diễn cùng với Jack Venice trong College Amateur Tour tại Texas tháng 11 năm 2006. Tháng  3 năm 2007, cô chuyển đến Los Angeles. Tháng 2 năm 2008,cô tham gia phim Discovering Alexis Texas, đạo diễn là Belladonna.
Năm 2012, cô ký hợp đồng 1 năm với công ty Adam & Eve. Tháng 2 năm 2014, cô đã thông báo ngừng hợp tác với Adam & Eve.
Tháng 6 năm 2015, cô đã ký hợp đồng với Elegant Angel.

### Nổi tiếng
Tháng 4 năm 2009, cô xuất hiện trên trang bìa tạp chí Genesis và tạp chí Hustler. Năm 2010, cô lọt top 12 nữ diễn viên khiêu dâm trên tạp chí Maxim.
Năm 2013, cô là một trong 16 diễn viên xuất hiện trong bộ phim tài liệu Aroused  của đạo diễn Deborah Anderson.

## Đời tư
Cô đã kết hôn với nam diễn viên phim người lớn Mr. Pete năm 2008, sau đó chia tay năm 2013.

## Giải thưởng

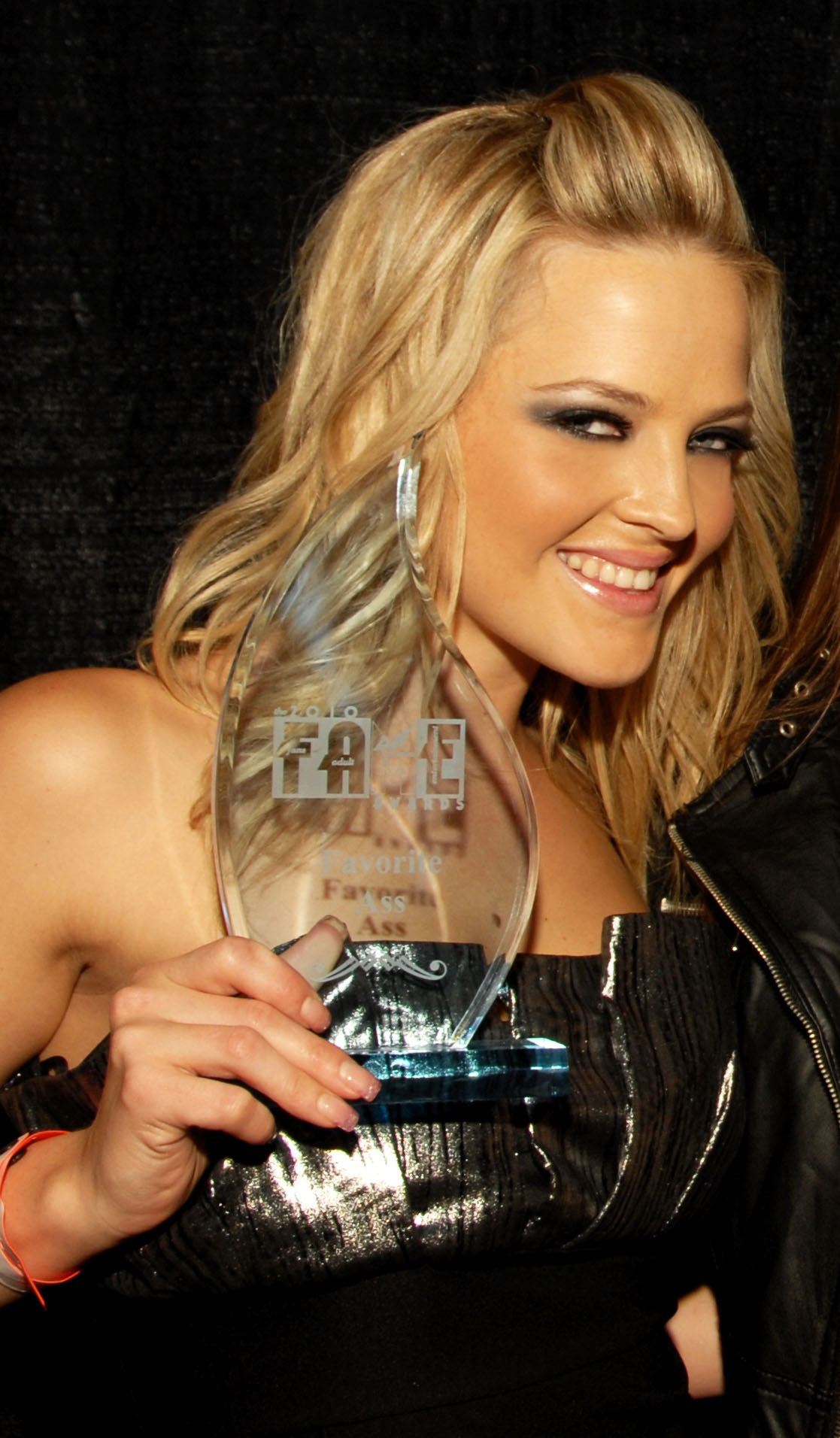
Alexis Texas nhận giải Favorite Ass tại F.A.M.E Award

| Năm  | Giải thưởng      | Hạng mục                                                                       | Vai diễn                |
| ---- | ---------------- | ------------------------------------------------------------------------------ | ----------------------- |
| 2008 | NightMoves Award | Best New Starlet (Fan's Choice)                                                |                         |
| 2010 | AVN Award        | Best All-Girl Group Sex Scene (with Eva Angelina, Teagan Presley, Sunny Leone) | Deviance                |
| 2010 | F.A.M.E. Award   | Favorite Ass                                                                   |                         |
| 2011 | AVN Award        | Best All-Girl Three-Way Sex Scene (with Kristina Rose & Asa Akira)             | Buttwoman vs. Slutwoman |
| 2011 | AVN Award        | Best Group Sex Scene (with Kristina Rose, Gracie Glam & Michael Stefano)       | Buttwoman vs. Slutwoman |
| 2011 | AVN Award        | Best Tease Performance (with Eva Angelina)                                     | Car Wash Girls          |
| 2011 | NightMoves Award | Best Female Performer (Fan's Choice)                                           |                         |
| 2012 | NightMoves Award | Best Ass (Fan's Choice)                                                        |                         |
| 2013 | XBIZ Award       | Performer Site of the Year                                                     | AlexisTexas.com         |
| 2014 | AVN Award        | Hottest Ass (Fan Award)                                                        |                         |
| 2015 | AVN Award        | Hottest Ass (Fan Award)                                                        |                         |
| 2015 | NightMoves Award | Best Butt (Fan Choice)                                                         |                         |
| 2016 | AVN Award        | Best All-Girl Group Sex Scene (cùng với Angela White và Anikka Albrite)        | Angela 2                |
| 2016 | AVN Award        | Most Epic Ass                                                                  |                         |